# 永宁南站
永宁南站，是穗深城际铁路建设中的高架车站，位于广东省广州市增城区永宁街道新新大道中。

## 车站结构

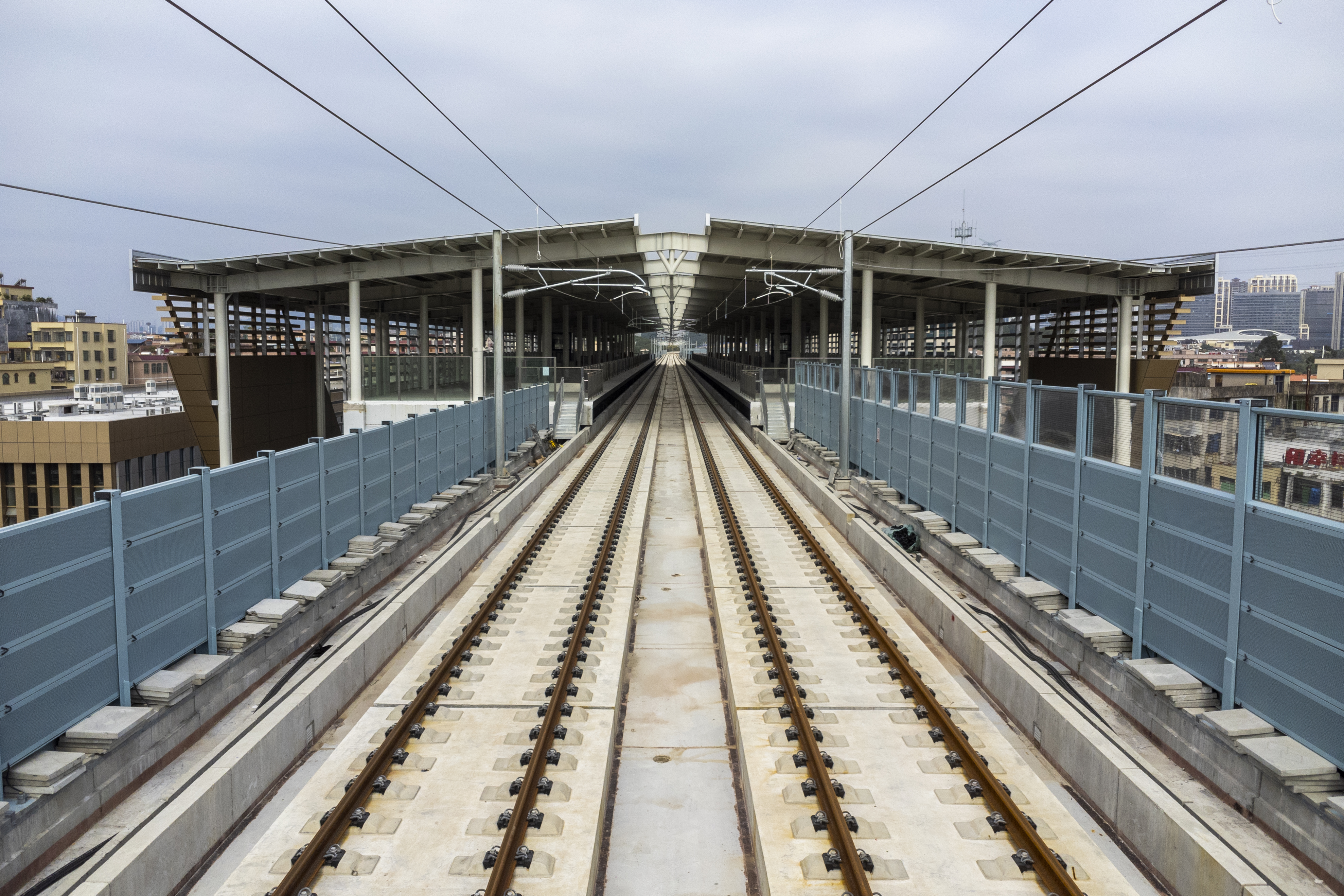
车站轨行区（2023年1月）

本站为路中高架三层侧式车站，全长210m、宽46m，建筑面积7,500平方米，一层为架空层、二层为站厅层、三层为站台层。

### 车站楼层
| 地上三层 | 侧式站台 | 侧式站台                              | 侧式站台 | 侧式站台 |
|          | 上行站台 | 穗深城际 深圳机场方向（下站：新塘南） |          |          |
|          | 下行站台 | 穗深城际 花都方向（下站：永宁北）     |          |          |
|          | 侧式站台 |                                       |          |          |
| 地上二层 | 站厅     | 售票处、候车区                        |          |          |
| 地面     | 出入口   | 进站口、出站口                        |          |          |

## 历史
本站在规划和施工阶段被称作增城开发区站。2020年4月3日，本站四区站厅层浇筑完成，5月3日完成本站三区轨道层的浇筑，6月25日完成本站二区轨道层的浇筑，9月15日完成本站一区轨道层的浇筑。2021年1月17日，本站完成封顶。同年2月2日，本站定名为永宁南站。